# Hyllisia flavovittata
Hyllisia flavovittata är en skalbaggsart som beskrevs av Stefan von Breuning 1961. Hyllisia flavovittata ingår i släktet Hyllisia och familjen långhorningar. Inga underarter finns listade i Catalogue of Life.